# Високи савет судства Републике Србије
Високи савет судства Републике Србије (ВСС) независан је државни орган који обезбеђује и јемчи независност судова, судија, председника судова и судија поротника у Србији.
Седиште му се налази у Београду.

## Надлежност
Високи савет судства бира судије и судије поротнике и одлучује о престанку њихове функције, бира председника Врховног суда Републике Србије и председнике осталих судова и одлучује о престанку њихове функције, одлучује о премештају и упућивању судија, одређује потребан број судија и судија поротника, одлучује о другим питањима положаја судија, председника судова и судија поротника и врши друге надлежности одређене Уставом и законом.

## Састав
Високи савет судства чини 11 чланова: шест судија које бирају судије, четири истакнута правника које бира Народна скупштина и председник Врховног суда.
Народна скупштина бира чланове Високог савета судства међу истакнутим правницима са најмање десет година искуства у правној струци, од осам кандидата које предложи надлежни одбор Народне скупштине, после јавног конкурса, гласовима две трећине свих народних посланика, у складу са законом. Ако Народна скупштина не изабере сва четири члана у року одређеном законом, преостале чланове после истека законом одређеног рока између свих кандидата који испуњавају услове за избор бира комисија коју чине председник Народне скупштине, председник Уставног суда, председник Врховног суда, врховни јавни тужилац и заштитник грађана, већином гласова.
Председници судова не могу бити бирани у Високи савет судства.
Члан Високог савета судства којег је изабрала Народна скупштина Републике Србије мора бити достојан те функције. Члан Високог савета судства којег је изабрала Народна скупштина не може бити члан политичке странке. Остали услови за избор и неспојивост са функцијом члана Високог савета судства којег бира Народна скупштина уређују се законом.
Члан Високог савета судства бира се на пет година. Исто лице не може бити поново бирано у Високи савет судства.
Високи савет судства има председника и потпредседника. Председника Високог савета судства бира Високи савет судства међу члановима који су судије, а потпредседника међу члановима које бира Народна скупштина, на пет година. За председника Високог савета судства не може бити изабран председник Врховног суда.
Чланови Високог савета судства не могу бити позвани на одговорност за мишљење дато у вези са вршењем функције члана Високог савета судства и за гласање приликом доношења одлука Високог савета судства. Чланови Високог савета судства не могу без одобрења Високог савета судства бити лишени слободе у поступку покренутом због кривичног дела које су учинили као чланови Високог савета судства.